# 佐藤喜八
佐藤 喜八（さとう きはち、1865年3月26日（慶応元年2月29日） - 1938年（昭和13年）1月14日）は、日本の政治家。衆議院議員（1期）。

## 経歴
岩手県出身。漢学を学ぶ。小学校訓導、郵便局長、西磐井郡涌津村（のち花泉町→一関市）会議員、同村長、岩手県会議員、同参事会員、西磐井郡農会評議員、学務委員、所得税調査委員、相続税審査委員、花泉電気(株)社長となる。
1918年の衆議院岩手県郡部の補欠選挙において立憲政友会公認で立候補して当選した。衆議院議員を1期務め、1920年の第14回衆議院議員総選挙には立候補しなかった。1938年死去。